# Maria Teschler-Nicola
Maria Teschler-Nicola (* 24. Oktober 1950 in Eggenburg) ist eine österreichische Anthropologin, Ethnologin und Humanbiologin. Nach ihr wird das Pallister-Killian-Syndrom auch als Teschler-Nicola-Syndrom bezeichnet.

## Leben
Von 1971 bis 1976 studierte Teschler-Nicola an der Universität Wien Humanbiologie, Volkskunde und Medizin und promovierte 1976 zum Dr. phil. (Hauptfach Humanbiologie). Zunächst arbeitete sie als wissenschaftliche Mitarbeiterin, später als Vertrags- und Universitätsassistentin am Institut für Humanbiologie der Universität Wien; seit 1997 war sie Leiterin.
Seit 1998 ist sie Direktorin der Anthropologischen Abteilung des Naturhistorischen Museums in Wien.

## Auszeichnungen
- 1993 Venia Legendi für Humanbiologie
- 2000 Ernennung zur "außerordentlichen Universitätsprofessorin" mit Entschließung durch den Bundespräsidenten
- 2005 Silbernes Ehrenzeichen für Verdienste um das Land Wien
- 2010 Wissenschaftspreis des Landes Niederösterreich
- 2013 Preis der Stadt Wien für Volksbildung
- 2014 Mitglied der Leopoldina[1]